# Marguerite Chabert
Pour les articles homonymes, voir Chabert.
Marguerite Chabert, dite Mme Chabert, de son vrai nom Marguerite Joséphine Guegant, est une comédienne et chanteuse française, née le 25 juillet 1886 à Marseille (Bouches-du-Rhône) et morte le 4 mars 1957 à Marseille.
Fille de Jean Baptist Guegant et de Hélène José Serre. 
Le 21 Août 1902 à Marseille, elle épouse Félix Henri Chabert. 

## Théâtre
- 1931 : Fanny de Marcel Pagnol, mise en scène d'Harry Baur, Théâtre de Paris : Honorine Cabanis
- 1946 : César de Marcel Pagnol, Théâtre des Variétés : Honorine Cabanis
- 1952 : Marius de Marcel Pagnol, Théâtre des Célestins : Honorine Cabanis

## Filmographie
- 1935 : Justin de Marseille de Maurice Tourneur : Mme Olympe
- 1935 : Cigalon de Marcel Pagnol : Mme Toffi
- 1937 : Regain de Marcel Pagnol : La Martine
- 1939 : Berlingot et Cie de Fernand Rivers :
- 1943 : La Bonne Étoile de Jean Boyer : La marchande de poissons
- 1952 : Manon des sources de Marcel Pagnol : La mère de Polyte